# Hünengrab im Winter
Hünengrab im Winter ist der Name eines Ölgemäldes des norwegischen Landschaftsmalers Johan Christian Dahl aus den Jahren 1824–1825. Es ist im Museum der bildenden Künste in Leipzig ausgestellt.

## Entstehung, Kontext
Dahl wiederholte das Motiv in zwei weiteren Gemälden. 1829 vollendete er eine größere Version, 173 × 205,5 cm, im Auftrag von König Friedrich VI von Dänemark. Es heißt Winterlandschaft bei Vordingborg (Vinterlandskab ved Vordingborg) und befindet sich heute im Statens Museum for Kunst in Kopenhagen. Eine dritte kleinere Version (38 × 50 cm) von 1838 heißt Dänische Winterlandschaft mit Dolmen (Dansk vinterlandskap med disse) und wird im Nationalmuseum in Oslo ausgestellt.
Der Norweger Dahl war von 1811 bis 1817 Student an der Akademie der Schönen Künste in Kopenhagen. Während dieser Zeit (1816) nahm er an einer Expedition mit dem Archäologen Christian Jürgensen Thomsen in Südseeland teil. Er zeichnete den Felsdolmen Ørnehøj, der im Vordergrund zu sehen ist, vor Ort in Bakkebølle bei Vordingborg.
Die Ölbilder fertigte er einige Jahre später nach Skizzen in seinem Atelier in Dresden an, wo er ab 1818 lebte (mit Ausnahme längerer Reisen nach Italien und Norwegen). In Dresden war er Freund und Nachbar des deutschen Romantikers Caspar David Friedrich, dessen Gemälde Hünengrab im Schnee (1807) wahrscheinlich eine Inspirationsquelle war. Derartige Altertümer waren ein beliebtes Motiv und sind Gegenstand mehrerer Gemälde aus dieser Zeit, zum Beispiel des Bildes Ein alter Grabhügel in Raklev auf Refsnæs (1839) von Johan Thomas Lundbye.

## Bilder

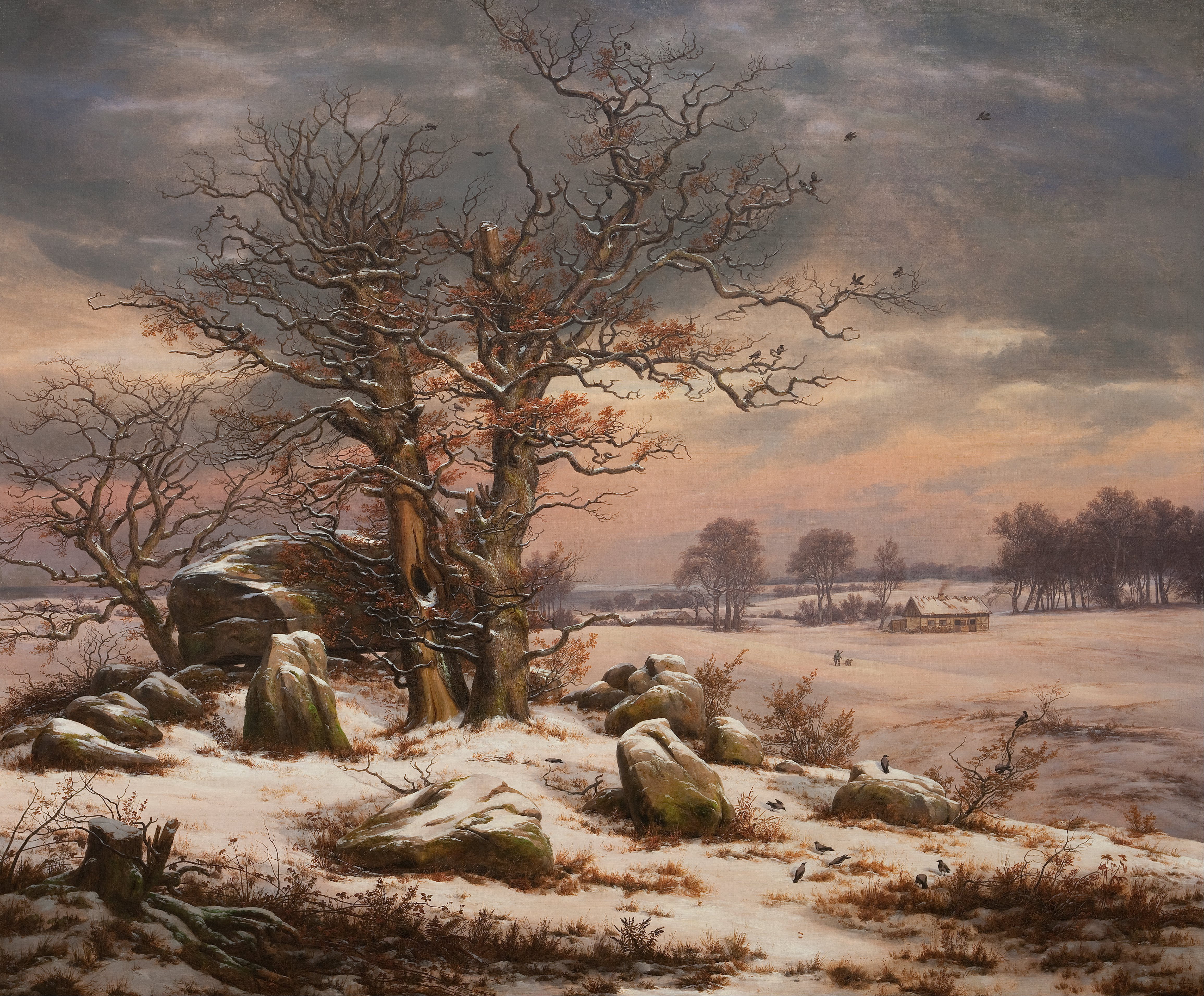
Version von 1829 mit einer Größe von 173 × 205,5 cm, Statens Museum for Kunst, Kopenhagen
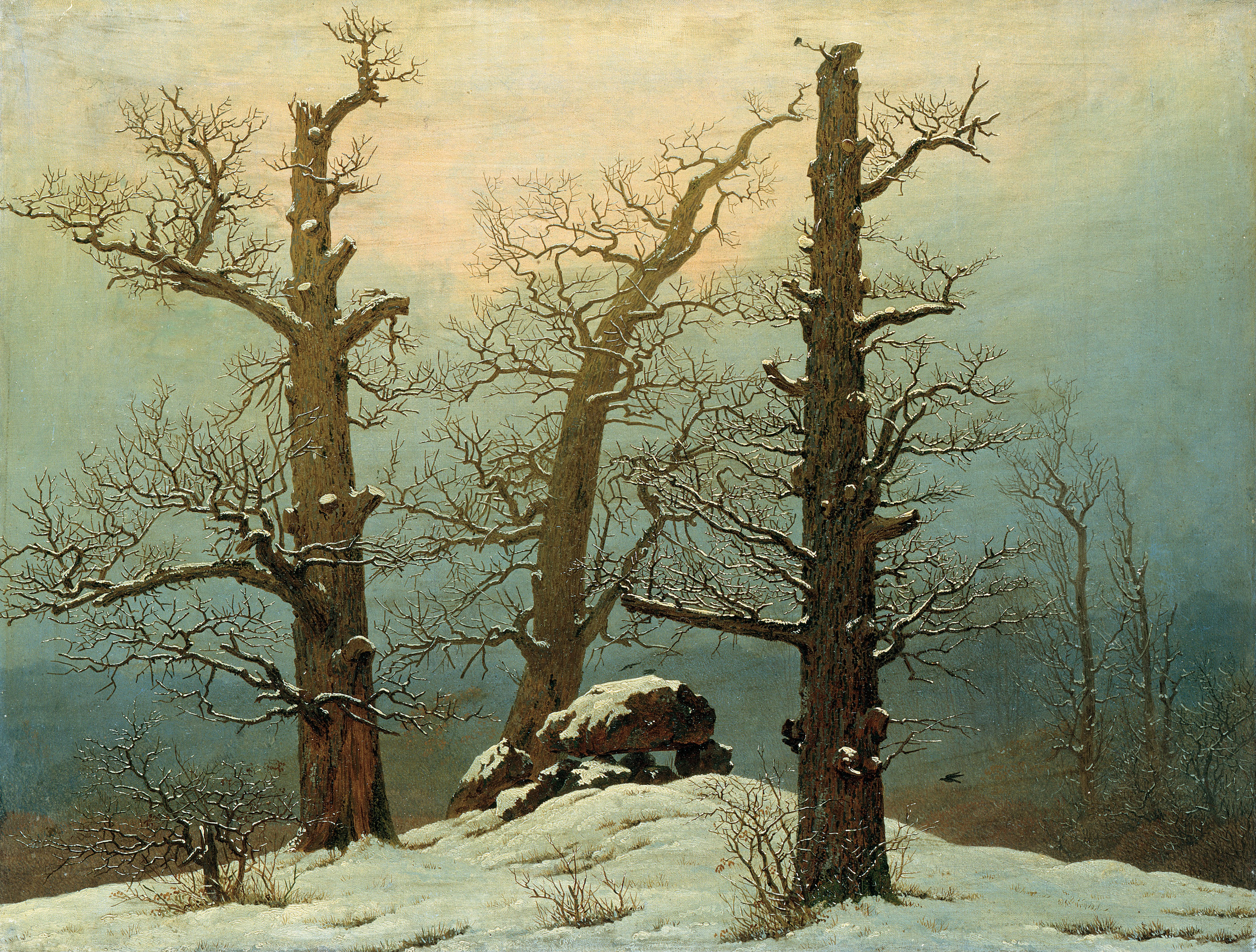
Caspar David Friedrichs Hünengrab im Schnee (1807), Galerie Neue Meister Dresden
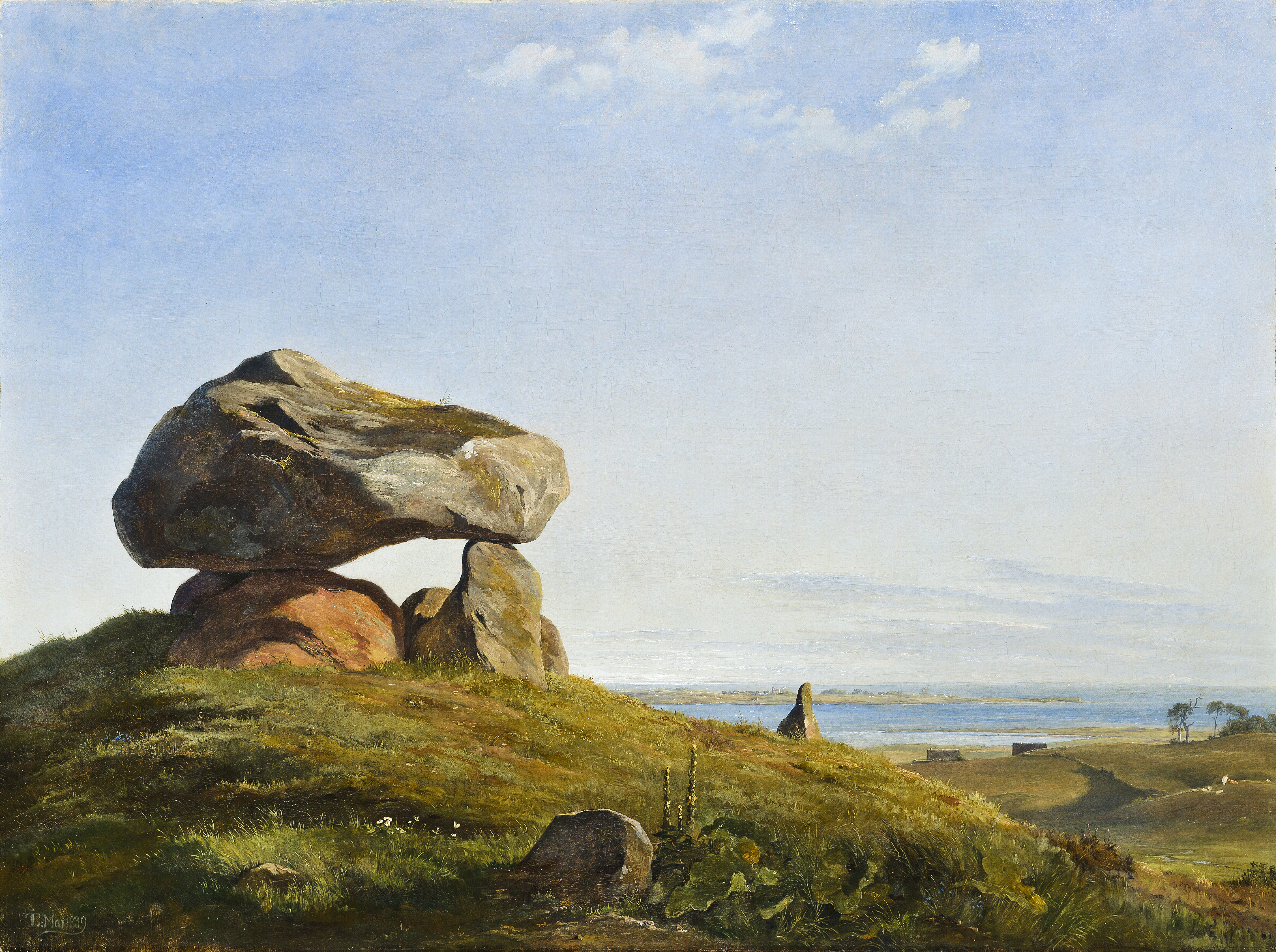
Johan Thomas Lundbyes En gammal gravhög vid Raklev på Refsnæs (Ein alter Grabhügel in Raklev auf Refsnæs, 1839), Thorvaldsen Museum Kopenhagen